# Marmota de panxa groga
La marmota de panxa groga (Marmota flaviventris) és una espècie de rosegador esciüromorf de la família dels esciúrids. Habita en les serralades del sud-oest del Canadà i l'oest dels Estats Units fins a Nou Mèxic, generalment per sobre dels 2.000 metres d'altitud. A aquestes altures, la vegetació arbòria és rara o no existeix, per la qual cosa l'hàbitat típic d'aquesta espècie són les prades herbàcies esquitxades de roques de la muntanya.

## Característiques
De color marró-grisenc en tot el cos excepte en el pit groc, aquest animal mesura de 45 a 70 centímetres de llarg, variant el pes entre els 2 i 5 quilos segons l'època de l'any. El màxim pes s'aconsegueix al començament de l'hivern, quan la marmota està ben carregada de greix subcutani amb la finalitat de protegir-se del fred i alimentar-se durant el procés d'hibernació. Els incisius sobresurten de la mandíbula i tenen un característic color vermell.

## Història natural
La marmota de panxa groga és un animal social, que viu amb diversos familiars en un cau subterrani proveït de diverses cambres (amb menjadors, dormitoris i fins i tot «cambres de bany» separades). L'entrada a aquestes sol situar-se sota alguna roca, amb la finalitat de camuflar-la de cara als seus depredadors típics com les guineus, llops i coiots. Alguns exemplars munten guàrdia asseguts sobre les roques o el sòl, i tan aviat com albiren algun perill avisen als seus companys per mitjà d'una espècie de xiulades i refilades similars als dels ocells. El territori explotat per una família (entre 10 i 20 individus) pot aconseguir de 2.000 a 3.000 metres quadrats i incloure diversos caus que usen alternativament.
Generalment, les marmotes de panxa groga es reprodueixen per primera vegada als dos anys, encara que al voltant del 25% de les femelles tenen la seva primera ventrada amb un només any. Poc després d'acabar la hibernació, al febrer o març, cada mascle cava un nou cau en la qual viuen ell i les femelles que se li uneixin (podent arribar fins a 4). Aquestes parin una ventrada de 2 a 5 cries després de 30 dies de gestació, i reben l'ajuda del mascle en la seva criança.
Aquesta espècie és diürna. Passa la major part del temps alimentant-se de matèria vegetal com a herba, fulles d'arbustos, flors i fruits, encara que també inclou alguns insectes (llagostes sobretot) i ous d'aus en la seva dieta. No són caçades per l'home, encara que de vegades els grangers maten als exemplars que saquegen les seves terres de cultiu.